# Oberlauterbach
Oberlauterbach (Duits: Oberlauterbach im Elsass) is een gemeente in het Franse departement Bas-Rhin (regio Grand Est) en telt 459 inwoners (1999).
De gemeente maakt deel uit van het kanton Wissembourg in het Haguenau-Wissembourg. Voor 1 januari 2015 was het deel van het kanton Seltz en het arrondissement Wissembourg, die toen beide werd opgeheven.

## Geografie
De oppervlakte van Oberlauterbach bedraagt 5,4 km², de bevolkingsdichtheid is 85,0 inwoners per km².
De onderstaande kaart toont de ligging van Oberlauterbach met de belangrijkste infrastructuur en aangrenzende gemeenten.

## Demografie
Onderstaande figuur toont het verloop van het inwonertal (bron: INSEE-tellingen).